# Мулерес
Мулере́с (фр. Moulayrès, окс. Molairés) — коммуна во Франции, находится в регионе Юг — Пиренеи. Департамент — Тарн. Входит в состав кантона Гроле. Округ коммуны — Кастр.
Код INSEE коммуны — 81187.

## География

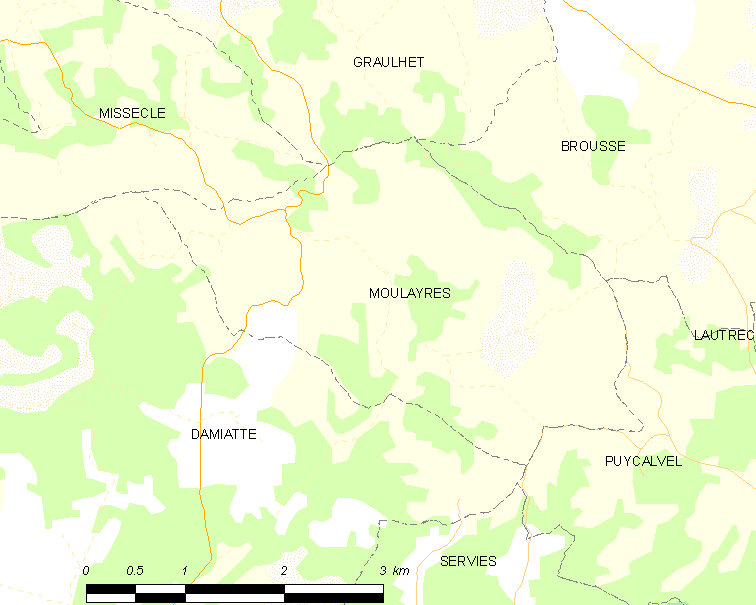
Карта коммуны

Коммуна расположена приблизительно в 580 км к югу от Парижа, в 50 км восточнее Тулузы, в 28 км к югу от Альби.

## Климат
Климат умеренно-океанический. Зима мягкая и дождливая, лето жаркое с частыми грозами. Ветры довольно редки.

## Население
Население коммуны на 2010 год составляло 175 человек.
| 1962 | 1968 | 1975 | 1982 | 1990 | 1999 | 2010 |
| ---- | ---- | ---- | ---- | ---- | ---- | ---- |
| 213  | 177  | 130  | 144  | 155  | 154  | 175  |

## Администрация
| Период | Период | Фамилия         | Партия | Примечания |
| ------ | ------ | --------------- | ------ | ---------- |
| 2001   | 2014   | Мишель Баби     |        |            |
| 2014   | 2020   | Мари-Жозе Колен |        |            |

## Экономика
В 2007 году среди 109 человек в трудоспособном возрасте (15—64 лет) 82 были экономически активными, 27 — неактивными (показатель активности — 75,2 %, в 1999 году было 71,4 %). Из 82 активных работали 75 человек (42 мужчины и 33 женщины), безработных было 7 (3 мужчин и 4 женщины). Среди 27 неактивных 10 человек были учениками или студентами, 8 — пенсионерами, 9 были неактивными по другим причинам.